# Clive John
Clive John (eigentlich Clive John Hambley; * um 1945; † 24. August 2011 in Swansea) war ein walisischer Rocksänger, -keyboarder und -gitarrist der Genres Bluesrock und Progressive Rock, der vor allem als Mitglied der Band Man in den 1970er Jahren bekannt geworden ist.

## Leben
John war bereits Mitte der 1960er Jahre Mitglied der Bystanders gewesen, als er 1969 Man mitgründete. Er spielte auf den ersten sechs Alben der Band mit, bis er 1972 ausstieg. 1975 erschien dann sein einziges Solo-Album auf dem Plattenlabel United Artists Records, einem Tochterunternehmen der United Artists. Es trug den Titel You Always Know Where You Stand with a Buzzard und vereinte verschiedene Rockgenres in sich, darunter Einflüsse von Man, Frank Zappa, Grateful Dead und Quicksilver Messenger Service. Die Songs hatte John alle selbst verfasst.
John starb im August 2011 aufgrund eines Lungenemphysems.